# Merkwürdige Großohrfledermaus

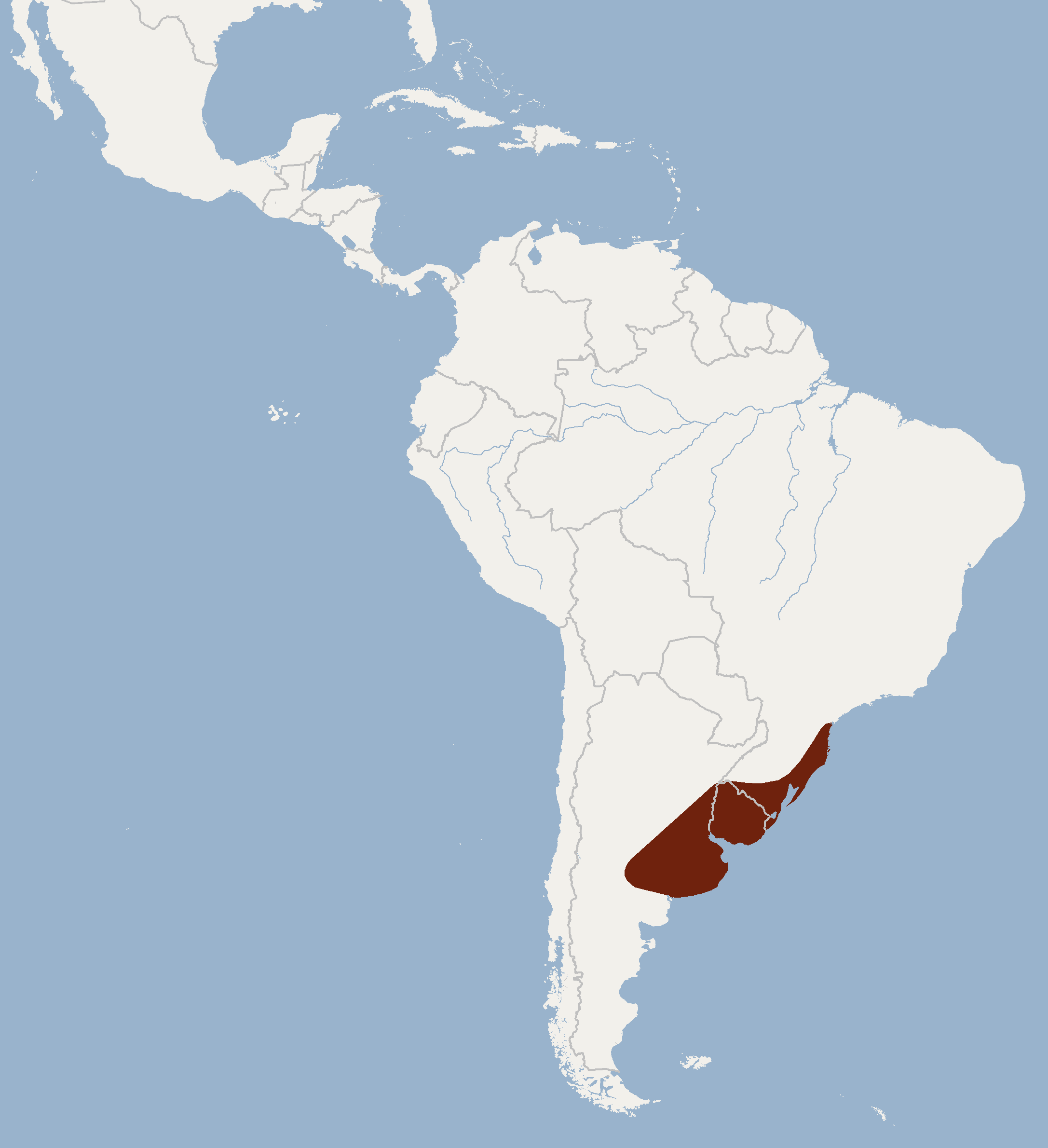
Verbreitungsgebiet laut Quellen, die mehrere Funde zur Art rechnen

Die Merkwürdige Großohrfledermaus (Histiotus alienus) ist ein im östlichen Südamerika verbreitetes Fledertier in der Gattung der Großohrfledermäuse. Die taxonomische Abgrenzung zur Kleinen Großohrfledermaus (Histiotus montanus) ist noch nicht eindeutig gesichert. Zusätzlich scheint eine Einordnung in die Gewöhnliche Großohrfledermaus (Histiotus macrotus) möglich. Der Artzusatz alienus im wissenschaftlichen Namen ist das lateinische Wort für fremd.

## Merkmale
Das Typusexemplar hatte eine Kopf-Rumpf-Länge von 54 mm, eine Schwanzlänge von 45 mm, Ohren von 29 mm Länge und 45 mm lange Unterarme. Diese Fledermaus hat dunkelbraunes Fell mit einer etwas helleren Unterseite. Typisch sind die großen Ohren, die mit einem 2 mm breitem Hautstreifen auf der Stirn miteinander verbunden sind. Die Merkwürdige Großohrfledermaus besitzt graue Ohren und Flughäute. Es kommt ein langer Tragus, der oben zugespitzt ist, vor.

## Verbreitung und Lebensweise
Je nach Expertenmeinung zählen nur Exemplare des ursprünglichen Fundortes bei Joinville im südlichen Brasilien oder auch Funde aus Uruguay und dem nordöstlichen Argentinien zu dieser Art. Diese Fledermaus lebt in der ökologischen Region Mata Atlântica und erreicht 100 Meter Höhe.
Zum Verhalten ist nichts bekannt.

## Gefährdung
Aufgrund fehlender Informationen zu möglichen Gefahren und zur Größe der Population wird die Merkwürdige Großohrfledermaus von der IUCN mit unzureichende Datenlage (data deficient) gelistet.